# Acalolepta meeki
Acalolepta meeki är en skalbaggsart som beskrevs av Stefan von Breuning 1982. Acalolepta meeki ingår i släktet Acalolepta och familjen långhorningar. Inga underarter finns listade i Catalogue of Life.